# Arceuthobium
Genre
Classification APG III (2009)
Arceuthobium est un genre de plantes dicotylédones.

## Liste des espèces et sous-espèces
Selon NCBI (8 oct. 2010) :
- Arceuthobium abietinum
  - Arceuthobium abietinum f. sp. concoloris
  - Arceuthobium abietinum f. sp. magnificae
- Arceuthobium abietis-religiosae
- Arceuthobium americanum
- Arceuthobium apachecum
- Arceuthobium aureum
  - sous-espèce Arceuthobium aureum subsp. aureum
  - sous-espèce Arceuthobium aureum subsp. petersonii
- Arceuthobium azoricum
- Arceuthobium bicarinatum
- Arceuthobium blumeri
- Arceuthobium californicum
- Arceuthobium campylopodum
- Arceuthobium chinense
- Arceuthobium cyanocarpum
- Arceuthobium divaricatum
- Arceuthobium douglasii
- Arceuthobium durangense
- Arceuthobium gillii
- Arceuthobium globosum
  - sous-espèce Arceuthobium globosum subsp. globosum
  - sous-espèce Arceuthobium globosum subsp. grandicaule
- Arceuthobium guatemalense
- Arceuthobium hawksworthii
- Arceuthobium hondurense
- Arceuthobium juniperi-procerae
- Arceuthobium laricis
- Arceuthobium littorum
- Arceuthobium microcarpum
- Arceuthobium minutissimum
- Arceuthobium monticola
- Arceuthobium nigrum
- Arceuthobium oaxacanum
- Arceuthobium occidentale
- Arceuthobium oxycedri
- Arceuthobium pendens
- Arceuthobium pini
- Arceuthobium pusillum
- Arceuthobium rubrum
- Arceuthobium sichuanense
- Arceuthobium siskiyouense
- Arceuthobium strictum
- Arceuthobium tibetense
- Arceuthobium tsugense
- Arceuthobium vaginatum
  - sous-espèce Arceuthobium vaginatum subsp. cryptopodum
  - sous-espèce Arceuthobium vaginatum subsp. vaginatum
- Arceuthobium verticilliflorum
- Arceuthobium yecorense

Selon ITIS (8 oct. 2010) :
- Arceuthobium abietinum Engelm. ex Munz
- Arceuthobium americanum Nutt. ex Engelm.
- Arceuthobium apachecum Hawksworth & Wiens
- Arceuthobium blumeri A. Nels.
- Arceuthobium californicum Hawksworth & Wiens
- Arceuthobium campylopodum Engelm.
- Arceuthobium cyanocarpum (A. Nels. ex Rydb.) A. Nels.
- Arceuthobium divaricatum Engelm.
- Arceuthobium douglasii Engelm.
- Arceuthobium gillii Hawksworth & Wiens
- Arceuthobium laricis (Piper) St. John
- Arceuthobium littorum Hawksworth, Wiens & Nickrent
- Arceuthobium microcarpum (Engelm.) Hawksworth & Wiens
- Arceuthobium monticola Hawksworth, Wiens & Nickrent
- Arceuthobium occidentale Engelm.
- Arceuthobium oxycedri
- Arceuthobium pusillum Peck
- Arceuthobium siskiyouense Hawksworth, Wiens & Nickrent
- Arceuthobium tsugense (Rosendahl) G.N. Jones
- Arceuthobium vaginatum (Willdenow) Presl
- Arceuthobium vaginatum (Willd.) J. Presl